# Kačiče - Pared
Kačiče - Pared je naselje v Občini Divača. Naselje je sestavljeno iz dveh zaselkov, in sicer Kačič in Pareda. Leži na Primorskem.